# Верх-Нязь
Верх-Нязь — деревня в Игринском районе Удмуртии.

## Общие сведения
Деревня расположена на левом берегу реки Нязь, впадающей в Лозу, в 23 км к юго-востоку от районного центра — посёлка Игра. Через деревню проходит трасса Р321 «Ижевск—Игра—Глазов».

## Население
| 2010 | 2012 |
| ---- | ---- |
| 196  | ↗201 |

## Улицы[3]
- Лесная
- Молодёжная
- Новая
- Труда
- Центральная